# Carex paczoskii
Carex paczoskii là một loài thực vật có hoa trong họ Cói. Loài này được Zapal. mô tả khoa học đầu tiên năm 1911.